# Lettország az 1924. évi téli olimpiai játékokon
Lettország a franciaországi Chamonix-ban megrendezett 1924. évi téli olimpiai játékok egyik részt vevő nemzete volt. Az országot az olimpián 2 sportágban 2 sportoló képviselte, akik érmet nem szereztek.

## Gyorskorcsolya
| Versenyző     | Versenyszám | Eredmény | Helyezés |
| ------------- | ----------- | -------- | -------- |
| Alberts Rumba | 500 m       | 48,8     | 16.      |
| Alberts Rumba | 1500 m      | 2:32,0   | 10.      |
| Alberts Rumba | 5000 m      | 9:14,4   | 11.      |
| Alberts Rumba | 10 000 m    | 19:14,6  | 11.      |

| Versenyző     | Versenyszám | 500 m | 500 m | 5000 m | 5000 m | 1500 m | 1500 m | 10 000 m | 10 000 m | Összesítés | Összesítés     | Összesítés |
| Versenyző     | Versenyszám | Idő   | Hely  | Idő    | Hely   | Idő    | Hely   | Idő      | Hely     | Pontszám   | Idők pontszáma | Helyezés   |
| ------------- | ----------- | ----- | ----- | ------ | ------ | ------ | ------ | -------- | -------- | ---------- | -------------- | ---------- |
| Alberts Rumba | Összetett   | 48,8  | 11.   | 9:14,4 | 8.     | 2:32,0 | 6.     | 19:14,6  | 8.       | 27         | 212,64         | 7.         |

## Sífutás
Férfi
| Versenyző     | Versenyszám | Eredmény      | Helyezés      |
| ------------- | ----------- | ------------- | ------------- |
| Roberts Plūme | 18 km       | nem ért célba | nem ért célba |
| Roberts Plūme | 50 km       | nem ért célba | nem ért célba |